# یواس‌اس یوما (وای‌تی‌ام-۷۴۸)
یواس‌اس یوما (وای‌تی‌ام-۷۴۸) (به انگلیسی: USS Yuma (YTM-748)) یک کشتی بود که طول آن ۱۰۷ فوت (۳۳ متر) بود. این کشتی در سال ۱۹۵۴ ساخته شد.